# Diamond Sports Group
Diamond Sports Group LLC — американская медиа- и развлекательная компания, работающая как дочерняя компания Sinclair Broadcast Group и сотрудничающая с Entertainment Studios. Компания управляет группой региональных спортивных каналов Bally Sports, ранее известной как Fox Sports Networks.

## История
Sinclair Broadcast Group сформировала компанию вместе с Entertainment Studios для покупки 22 региональных филлиалов Fox Sports Networks и Fox College Sports у The Walt Disney Company, которая должна была продать эти сети, чтобы получить разрешение правительства от антимонопольного законодательства на покупку 20th Century Studios. Сделка, первоначально оцененная в 10,6 млрд долл., управлять активом должна была совместная компания Diamond Holdings Group, закрытие сделки состоялось в августе 2019 г. с финальной стоимостью 9,6 млрд долл.
Региональные спортивные сети компании обладают эксклюзивными правами на вещание 42 профессиональных команд (в том числе 16 команд НБА, 14 команд MLB и 12 команд НХЛ в 2018 г. каналы в совокупности заработали 3,8 млрд долл. на почти 75 млн подписчиках.
В 2020 г. Sinclair списала свои региональные спортивные активы на 4,23 млрд долл после спада в бизнесе..
18 ноября 2020 года Sinclair объявила о заключении соглашения с оператором казино Bally's Corporation о приобретении прав на наименование в рамках 10-летней сделки.
27 января 2021 г. стало известно о переименовании названия сети на Bally Sports 31 марта.
4 декабря 2022 года правление Diamond Sports Group проголосовало за то, чтобы запретить Sinclair Broadcast Group управлять Diamond и её региональными спортивными сетями.
15 февраля 2023 года Diamond Sports Group не смогла выплатить проценты в 140 млн долл., вместо этого выбрав 30-дневный льготный период для выплаты. В течение этого льготного периода Diamond Sports также не выплатила права на трансляци игр бейсбольной команже Аризона Даймондбэкс. 14 марта 2023 года Diamond Sports официально подала заявление о банкротстве по главе 11. В заявлении Diamond Sports говорится, что они намеревались управлять региональными спортивными сетями Bally Sports в обычном режиме в рамках процесса банкротства. В рамках реструктуризации в условиях банкротства Diamond Sports отделится от Sinclair Broadcast Group и станет отдельной компанией.
В ноябре 2024 г. федеральный судья одобрил план по выходу из процедуры банкротства, план включает в себя новое соглашение о правах на наименование с FanDuel, стриминговую сделку с Prime Video от Amazon и права на трансляцию для 27 команд MLB (Лос-Анджелес Энджелс, Атланта Брэйвз, Тампа-Бэй Рейс, Детройт Тайгерс, Сент-Луис Кардиналс и Майами Марлинс), NHL и NBA.